# Lanny Barbie
Lanny Barbie, född 29 augusti 1981 i Montréal i Kanada, är en kanadensisk porrskådespelerska och modell. Hon inledde sin karriär inom porrbranschen 18 år gammal. I juni 2003 utsågs hon av tidningen Penthouse till "Pet of the Month". Hon går även under namnet Lanni Barbie.